# JAPANARIZM
JAPANARIZM（ジャパナリズム）は、日本の女性アイドルグループである。プリュ所属。2016年5月に「はっぴっぴ」として結成、2019年11月に「JAPANARIZM」へ改名した。

## 概要
日本と海外のリズムを融合しアップテンポな楽曲でパフォーマンスを繰り広げる。前身のグループ名は「はっぴっぴ」。
2016年5月2日にグループ名「はっぴっぴ」でデビュー。デビュー時のメンバーは汐海夏那、髙木由莉愛、江口結香、吉倉千晴、夏海うららの5名。「祭囃子系アイドルグループ」を名乗り、「日本一楽しい汗をかけるライブ」をコンセプトとした。法被や祭りをイメージしてデザインされた衣装で、祭囃子的な旋律の「はっぴ着てはっぴっぴ」「NO祭り, NO人生」「お神輿フロンティア」など、個性的な楽曲でパフォーマンスした。
プロデューサーは、こぶしファクトリーやハロプロ研修生などの歌唱指導も務めるボイストレーナーの詩菜、楽曲を作成する音楽プロデューサーは、サウンドクリエイターのお湯たまが務めた。ファンの呼称は「はっぴーぽー」もしくは短縮して「ぴーぽー」が使われた。
2019年11月11日、「JAPANARIZM」に改称。グループ名は “JAPAN”の“RIZM（rhythm）”で、祭囃子をイメージしており、衣装はがらりと変わったものの、はっぴっぴのコンセプトを継承しつつ、日本文化に視野を広げ、可愛いさも出し、音楽の幅も広がることになるという。

## 略歴
2016年
- 1月24日、ジオプロモーションが、ホームページ上で初期メンバーの募集を開始した。この時点で 汐海夏那と江口結香がメンバーとなることは既に発表されており、オーディションにより選ばれた髙木由莉愛、吉倉千晴、夏海うららを加えた5人が初期メンバーとして活動を開始した。初代リーダーは汐海夏那。サブリーダーに髙木由莉愛。5月2日、新宿BLAZEで行われた「IDOL LEGEND CARNIVAL」でお披露目された。
- 9月1日 ジオプロモーションの事実上の後継事務所であるプリュに移籍。
- 11月20日、CHLOROFORMにて 1stワンマンLIVE「はっぴっぴ大汗謝祭〜大分番長ゆりあ生誕記念〜アキバで汗かかせちゃんけん！の巻」を開催。

2017年
- 3月26日、髙木由莉愛が新リーダーに。サブリーダーには吉倉千晴。
- 5月5日、下北沢GARDENにて 2ndワンマンLIVE「はっぴっぴ大汗謝祭〜1年分の汗にありがとう〜デビュー1周年だよ全員集合！の巻」を開催。
- 5月30日、定期公演「どんちゃん騒ぎ」を初開催。以後毎月1回開催している。
- 7月15日〜16日、香港にて初の海外公演「HONG KONG IDOL FESTIVAL 2017」に出演。
- 8月11日、新宿ReNYにて 3rdワンマンLIVE「はっぴっぴ大汗謝祭〜夏祭りシャツにしみ入る汗の音〜最高の夏は、此処にある！の巻」を開催。
- 9月22日、汐海夏那が卒業。
- 12月8日、吉倉千晴が卒業。

2018年
- 1月19日、SHOWROOM配信にて、さくらなみき、西村彩有里、天乃七夕、市川千夏が新メンバーとして加入し、6人体制となることを発表。2月23日、定期公演においてお披露目が行われた。
- 1月26日、夏海うららが卒業。
- 5月2日、吉祥寺CLUB SEATAにて 4thワンマンLIVE「はっぴっぴ大汗謝祭〜瞳から溢れる汗が私たちをひとつ上のオンナに変えてくれる〜ありがとう二周年！の巻」を開催。
- 7月27日の定期公演をもって市川千夏が卒業。なお、この定期公演は市川の生誕祭兼卒業ライブとなった。
- 8月26日、@JAM EXPO 2018（横浜アリーナ）に出演。
- 10月24日〜28日、株式会社鈴商が渋谷 n_spaceで開催したビーフジャーキーのポップアップイベント「TENGU HOUSE」において、見習いテングを務め、インスタライブ配信等を行った。[3][4] また、このイベントに向けて新曲「THIS IS TENGU」を発表。
- 12月1日、さくらなみきがプレイングマネージャーに就任。

2019年
- 5月2日、表参道GROUNDにて、3周年記念単独公演「〜どんちゃん騒ぎ！超〜」 を開催。
- 11月11日、グループ名をJAPANARIZMに改称。衣装も一新し、事務所主催イベント『ポッキースタートIIII supported by Groupy』（渋谷Veats）にてお披露目[5]。小日向夏実が新加入[注 1][6]。さくらなみきがなみきんぐに改名。

2020年
- 2月15日、イベント『mini TIF vol.64』（フジさんのヨコ）に出演。西野瑠奈が新加入。新衣装お披露目。新曲「曇天バタフライ」を初披露。
- 5月2日（4年前のお披露目日と同日）、無観客配信ライブにて江口結香が卒業。
- 7月7日、白瀬あかりが加入[7]。
- 11月11日、渋谷Veatsにて1周年記念単独公演「JAPANA ANNIVERSARY」を開催。

2021年
- 1月30日、髙木由莉愛が卒業。
- 2月6日、天乃七夕が卒業。
- 2月7日、横井ほなみ、奥愛梨が加入。なみきんぐが本名の並木彩名に改名。
- 4月22日、同日発売の『週刊ヤングジャンプ』（集英社）21＆22合併号スタートの企画「サキドルエースSURVIVAL 11」に白瀬が参加[8]。
- 4月29日、西野瑠奈が卒業。
- 10月4日、TSUTAYA O-WESTにてワンマンライブ「そそそそいや!」を開催[動画 1]。
- 11月11日、西村彩有里が卒業。
- 12月21日、白瀬あかりが卒業。

2022年
- 1月1日、佐藤絵里香、香椎ゆい、古湊まり、三葉まい、松村ひなが加入。
- 7月3日、並木彩名が卒業。これにより、はっぴっぴ時代に加入したメンバーは皆無となった。
- 7月7日、古湊まりが脱退。同年3月31日発売の『週刊ヤングジャンプ』18号スタートの企画「サキドルエースSURVIVAL 12」に参加していたが[9]、最終結果発表を待たず[注 2]にグループを去った。
- 8月6日、TOKYO IDOL FESTIVAL 2022に初出演。
- 8月17日、三葉まいが卒業。
- 12月5日、小日向夏実が新ユニット『BLACK PRINCESS』[11] での活動に専念する為卒業[12]。
- 12月28日、横井ほなみ、松村ひなが卒業。

2023年
- 1月28日、七瀬りお、榛名ひかる、代永雪菜の加入を発表[13]。
- 12月5日、白金高輪SELENEb2にてワンマンライブ「＃今ジャパナリが熱い」を開催[動画 2]。

## メンバー
2025年3月25日現在
| 名前                     | 愛称              | 担当色   | 誕生日  | 出身地 | 備考                                                         |
| ------------------------ | ----------------- | -------- | ------- | ------ | ------------------------------------------------------------ |
| 佐藤絵里香 さとう えりか | えりちゃ、 えり茶 | ミント   | 3月8日  | 静岡県 | 2022年1月加入 元Ru:Run→元全力少女R                           |
| 七瀬りお ななせ りお     | りおちゃん        | 赤       | 7月29日 | 東京都 | 2023年1月加入 元KissBeeYouth→元ラブアグレッション→元BUGSMART |
| 代永雪菜 よなが ゆきな   | ゆきなぶ          | 黄色     | 6月30日 | 岐阜県 | 2023年1月加入 元プリュネクスト。2023年5月までDaisyと兼任。   |
| 海音みこと               | みこってぃ        | オレンジ | 8月30日 | 埼玉県 | 2025年2月加入 元ポジティブモンスター→元疾風RUN舞             |
| 早乙女唯羽               |                   | ピンク   |         |        | 2025年2月加入                                                |
| 熊田なつ                 |                   | 青       |         |        | 2025年2月加入                                                |

### 旧メンバー
| 名前                       | 担当色   | 生年月日（年齢）       | 出身地   | 活動期間                | 備考 |
| -------------------------- | -------- | ---------------------- | -------- | ----------------------- | --- |
| 汐海夏那 しおみ かな       | 青       | 1996年6月8日（29歳）   | 神奈川県 | 2016年5月 - 2017年9月   | 元リーダー |
| 吉倉千晴 よしくら ちはる   | 黄色     | 1996年5月8日（29歳）   | 青森県   | 2016年5月 - 2017年12月  | |
| 夏海うらら なつみ うらら   | 緑       | 1999年5月31日（26歳）  | 東京都   | 2016年5月 - 2018年1月   | |
| 市川千夏 いちかわ ちなつ   | 緑       | 1994年8月8日（30歳）   | 大分県   | 2018年2月 - 2018年7月   | |
| 江口結香 えぐち ゆか       | 赤       | 1997年8月28日（27歳）  | 神奈川県 | 2016年5月 - 2020年5月   | |
| 髙木由莉愛 たかき ゆりあ   | ピンク   | 1997年11月11日（27歳） | 大分県   | 2016年5月 - 2021年1月   | 元リーダー 卒業後「FES☆TIVE」に加入 |
| 天乃七夕 あまの なゆ       | 紫       | 1998年7月7日（26歳）   | 静岡県   | 2018年2月 - 2021年2月   | |
| 西野瑠奈 にしの るな       | オレンジ | 10月31日               | 大阪府   | 2020年2月 - 2021年4月   | 旧芸名 佐々木瑠奈 元｢ONE+ONE+ONE｣ |
| 西村彩有里 にしむら さゆり | 青       | 1995年3月27日（30歳）  | 東京都   | 2018年2月 - 2021年11月  | 元「ぽすてぃこ」 アイドル航海士「海月七海」オーディション2016グランプリ。 「ファースト☆チョコレート」でソロ歌手デビューも果たしている。 |
| 白瀬あかり しらせ あかり   | 赤       | 12月4日                | 東京都   | 2020年7月 - 2021年12月  | 元「mi-na」 |
| 並木彩名 なみき あやな     | 黄色     | 1997年1月13日（28歳）  | 和歌山県 | 2018年2月 - 2022年7月   | 旧名・さくらなみき、なみきんぐ 大阪音楽大学短期大学部ミュージカルコース卒業。 某野球チームのチアガールや選挙ウグイス嬢の経験もある。    |
| 古湊まり こみなと まり     | 青       | 1997年12月27日（27歳） | 愛知県   | 2022年1月 - 2022年7月   | 元「［PUZZLE.］」MARIKO |
| 三葉まい みつば まい       | 赤       | 2003年5月27日（22歳）  | 宮城県   | 2022年1月 - 2022年8月   | オーディションにより選出 |
| 小日向夏実 こひなた なつみ | 白       | 6月23日                | 東京都   | 2019年11月 - 2022年12月 | 元「こんぺいとー」 2023年3月30日迄「BLACK PRINCESS」                                                                                    |
| 横井ほなみ よこい ほなみ   | 紫       | 1998年9月2日（26歳）   | 静岡県   | 2021年2月 - 2022年12月  | 元「FES☆TIVE」 元「le biglemoi」 |
| 松村ひな まつむら ひな     | 水色     | 2001年9月3日（23歳）   | 千葉県   | 2022年1月 - 2022年12月  | オーディションにより選出 |
| 奥愛梨 おく あいり         | ピンク   | 8月21日                | 埼玉県   | 2021年2月 - 2025年2月   | 元「絶対直球女子!プレイボールズ」 |
| 香椎ゆい かしい ゆい       | オレンジ | 12月12日               | 埼玉県   | 2022年1月 - 2025年2月   | 元「KissBeeYouth」 元「噛ム噛ムバンパイア」 元「［PUZZLE.］」                                                                           |
| 榛名ひかる はるな ひかる   | 青       | 10月25日               | 大阪府   | 2023年1月 - 2025年2月   | 元「アマツヲトメ」 元「噛ム噛ムバンパイア」 元「BUGSMART」                                                                              |

## 作品

### CDシングル
1. はっぴ着てはっぴっぴ（2016年11月22日、発売元：ダイキサウンド）[14]
2. Shuriken Strike!!（2017年7月15日） - 「手裏剣ド真ん中！」と「打倒！諸行無常（OVERTHROW: Impermanence of All Things）」を英語バージョンで収録[15]
3. お神輿フロンティア（2018年9月28日、発売元：JT STUDIO）[16]

### 配信シングル
1. ワガママ女リティ（2020年4月11日）[17]
2. UTAGE（2020年4月11日）
3. 曇天バタフライ（2020年4月11日）

### 配信アルバム
1. 祭囃子系歌謡集 〜五穀豊穣の願い〜（2019年9月18日）[18]
2. ジャパナランド（2021年10月5日）[19]

## 出演

### テレビ
- なんでも、やるんちゃんねる!（2019年7月19日- 、大分放送）- 髙木[20][21]   ※2020年3月6日の回は全員で出演

### ラジオ
- 目指せトータル100万フォロワー!4KアイドルRADIO（OBSラジオ、毎週日曜21時30分・2020年4月～）[22][23]

### テレビ・ネット配信単発
- 南波一海のアイドル三十六房（タワレコTV, 2017年10月5日）
- お願い!ランキング（テレビ朝日, 2018年4月5日）
- カニつめくん（テレビ東京, 2018年4月6日）
- 勇者ああああ（テレビ東京, 2018年5月10日）
- ぶるぺん（GYAO!オリジナル配信番組, 2018年7月3日）
- アイドルゾーン20時（東京MX, 2019年4月15日）
- @JAM ONLINE FESTIVAL 2020 Futureステージ　完全版スペシャル！！ DAY1（日テレプラス, 2020年12月11日）

### ラジオ単発
- 13時だョ！はっぴーぽー全員集合！ （sora×niwa原宿FM, 2017年10月1日～12月10日:隔週 全6回）[24][注 3]

## 書籍

### 雑誌
- カミオン（No.426, 2018年6月1日、芸文社）- 東京・月島のもんじゃ焼きをレポート